# Grand-Hamad-Stadion
Das Grand-Hamad-Stadion, eigentlich al-Arabi-Stadion (arabisch استاد حمد الكبير, DMG Istād Ḥamad al-Kabīr) ist ein Fußballstadion in der katarischen Hauptstadt Doha. Es ist das Heimspielstätte des Fußballclubs al-Arabi und bietet 15.000 Plätze. Zu Länderspielen stehen 13.000 Plätze zur Verfügung. Es wurde u. a. für die Asienspiele 2006, bei denen es diverse Veranstaltungen beherbergte, wie zum Beispiel Fußball, Tischtennis, 7er-Rugby und Fechten vorab renoviert. Die irakische Fußballnationalmannschaft spielte hier ihre Qualifikation für die Weltmeisterschaft 2014. Auch die jemenitische Fußballnationalmannschaft spielte hier die Qualifikation für die Weltmeisterschaft 2018.